# Boian Radev
Boian Radev   (Pernik, 25 de febrer de 1942) és un lluitador búlgar, especialista en lluita grecoromana, que va competir durant la dècada de 1960.
El 1964 va prendre part en els Jocs Olímpics d'Estiu de Tòquio, on guanyà la medalla d'or en la competició del pes semi pesat del programa lluita grecoromana. Quatre anys més tard, als Jocs de Ciutat de Mèxic, revalidà la medalla d'or en la mateixa categoria.
En el seu palmarès també destaquen tres medalles al Campionat del món de lluita, una d'or i dues de plata, entre les edicions de 1962 i 1967, així com una medalla de plata al Campionat d'Europa de lluita de 1968.
Fou guardonat com a esportista búlgar de l'any el 1964, 1967 i 1968 i el 2009 fou incorporat al Saló de la Fama de la Lluita. Aquell mateix any va rebre la medalla Pierre de Coubertin.